# Sendets (Pyrénées-Atlantiques)
Sendets is een gemeente in het Franse departement Pyrénées-Atlantiques (regio Nouvelle-Aquitaine) en telt 737 inwoners (1999). De oppervlakte bedraagt 7,73 km², de bevolkingsdichtheid is 95,34 inwoners per km².

## Demografie
Onderstaande figuur toont het verloop van het inwonertal (bron: INSEE-tellingen).

1. ↑  Populations de référence 2022.